# 유현상
유현상(1954년 1월 30일 ~ )은 싱어송라이트이다.
- 출생 : 1954년 1월 30일
- 고향 : 경기도 동두천시 탑동동
- 국적 : 대한민국
- 학력 :
- 동두천고등학교 (졸업)
- 광운대학교 (산업공학 / 학사)
- 광운대학교 경영대학원 (경영학 / 석사)
- 가족 : 부인 최윤희, 아들 유동균, 유호균

## 활동
1971년에 록 밴드 Last Chance의 리드 싱어로 활동하다가 1976년 재즈 록 밴드 사계절의 기타리스트로 활동하였고 1976년부터 1979년까지 대한민국 육군 사병 복무 이후, 1981년에 솔로 가수로 전향하였으며, 1982년 록 밴드 사랑과 평화의 보컬리스트로 잠시 활동한 후 1986년 헤비 메탈 밴드 백두산을 결성하고 보컬리스트로 활동하였다. 1988년 백두산 프로덕션을 설립한 후 가수 이지연의 매니저로 활동하면서 프로듀서로 활동하였고, 1991년에 트로트 가수로 전향하여 앨범 《여자야》를 발표한 후 솔로 활동을 하다가 2008년에 백두산을 재결성하여 8월 17일 《동두천 록 페스티벌》에서 컴백 공연을 펼쳤다.

## 음반
- 2018년 "유현상 골든(청춘응원가)"
- 2015년 "고삐"
- 2013년 "웃어도"
- 2012년 "어느날 방황과 인생"
- 2011년 "Rush To The World" "소리쳐"
- 2009년 "우리가 대한민국이다" "반말마"
- 2006년 "우리歌"
- 2003년 "갈테면 가라지"
- 2002년 "남자의 사랑" "미뭐요 미워"
- 2000년 "긴 이별"
- 1999년 "잊기 위해" "기대"
- 1993년 "꽃배 부르스"
- 1992년 "잊지 못할 여인"
- 1991년 "여자야" "갈사람"
- 1987년 "Main Character(주연배우)" "Up In The Sky"
- 1986년 "말할걸" "어둠 속에서"
- 1985년 "사랑의 강"
- 1981년 "그것이 사랑인줄"

## 음반 외 활동

### TV 드라마
- 2012년 SBS 《도롱뇽도사와 그림자 조작단》 - 점집 손님 역(카메오 출연)

### 예능
- 2009년/2019년 KBS1《TV는 사랑을 싣고》 게스트
- 2011년 TV조선《수취인불명 편지》게스트
- 2015년 EBS1《아버지의 귀환》

## 저서

### 수필
- 2010년 《꿈을 향해 소리쳐》